# 日産・リーフ ZE0
ZE0型リーフ（LEAF ZE0）は、日産自動車が2010年12月から2018年まで製造・販売していたハッチバック型の電気自動車である。

## 概説
2009年8月2日に、日産自動車横浜グローバル本社の竣工式に合わせて発表、2009年11月の第41回東京モーターショーで一般向けに初公開され、日本およびアメリカでは世界に先立って翌年12月に発売された。
このモデルの発表以前には、2008年8月6日にキューブキュービックをベースとした実験車両「EV-01」および「EV-02」が、2009年7月27日にはティーダをベースとし、リーフと同一のプラットフォームを使った実験車両「EV-11」および「EV-12」が公開された。また、公開されていないものも含めると、日産は1年に2, 3台の実験車両を開発していたという。
2012年11月20日には日本仕様車がマイナーチェンジされ、モーターの変更、軽量化、仕様の変更（電子式パーキングブレーキを足踏み式に変更、など）が行われたほか、廉価グレード「S」が新たに追加された。また、車載充電器をラゲッジルーム内からボンネット内に移動したことで、ラゲッジ容量を330Lから370Lに増やすとともに、メカニズムの変更によって航続距離が14%アップの228kmへと伸びた。
2013年4月19日、2014年3月28日、2015年3月27日と3度、日本国内における希望小売価格の値下げが行われた。
| EV-01（ベース車両は日産・キューブキュービック）  |  | EV-12（ベース車両は日産・ティーダ（初代））  |
| EV-01 （ベース車両は日産・キューブキュービック） |  | EV-12 （ベース車両は日産・ティーダ（初代）） |

## 年表
ここでは主に日本仕様について記述する。他国仕様については、ほかの項目を参照。
2009年8月2日
日産自動車横浜グローバル本社の竣工式に合わせて発表。
2009年11月
第41回東京モーターショーにて、一般向けに初公開。
2010年12月20日
日本国内にて販売開始。
2012年11月20日
マイナーチェンジ。新グレード追加、航続距離延長などの改良を受けた。
2013年4月19日
日本国内での希望小売価格を値下げ。
2013年10月8日
同年9月末時点で、日本国内での累計販売台数が3万台を達成したことを発表した。
2014年1月8日
特別仕様車「エアロスタイル」を発売。オーテックジャパンの扱いで、持込み登録となる。
2014年3月28日
日本国内での2度目の希望小売価格値下げを実施。オーテックジャパン扱いの「エアロスタイル」・「ライフケアビークル」を含む全グレードで本体価格25.7万円の大幅値下げを行い、同年4月1日からの消費税率変更（5%→8%）を考慮しても約16.07万円〜約19万円の大幅値下げとなった。
2014年3月31日
ラインアップ整理のため、「S」のみに設定されていた「ホワイト（#QM1）」が廃止となった。これにより、リーフに設定されているボディカラーは全6色となった。
2014年5月15日
創立80周年記念特別仕様車「X 80th Special Color Limited」を発売。
2015年3月27日
日本国内での3度目の希望小売価格値下げを実施。オーテックジャパン扱いの「エアロスタイル」・「ライフケアビークル」を含む全グレードで一斉値下げを行い、カタロググレード、「エアロスタイル」、「アンシャンテ 助手席回転シート」は13.392万円、消費税非課税の「ドライビングヘルパー」は12.4万円値下げした。
2015年12月24日
日本仕様車において2度目のマイナーチェンジ。
駆動用バッテリー30kWh搭載モデルの追加、エマージェンシーブレーキ（自動ブレーキ）及びLDW（車線逸脱警報）の新搭載、ボディカラーの変更を実施したほか、オーテックジャパン扱いの「エアロスタイル」も改良した。
2016年10月3日
世界累計販売20万台達成記念特別仕様車「thanks edition」を発売。同時に、ボディカラーの追加も行った。
2017年3月29日
2017年シーズンからの横浜スタジアムのリリーフカーとして起用されたことを発表。
2017年9月
フルモデルチェンジの公式発表に伴い、日本での初代モデルの生産を終了。在庫対応分のみの販売となる。
2017年10月
2代目となるZE1型と入れ替わる形で日本における販売終了。

## メカニズム
モーターには当初、最高出力80kW、最大トルク280N·mを発生する三相交流のEM61型永久磁石型同期モーターが搭載され、最高速は145km/hであった。2012年11月に行われたマイナーチェンジでは、モーター、インバータ、DC/DCコンバータなどが一体化され、容積が30%、質量が10%削減された。モーターは新設計のEM57型に変更され、最高出力は変わらず80kW、最大トルクは低下して254N·mとなった。このモーターはレアアースであるジスプロシウムの使用量が40%削減されている。また、日本仕様の「G」、「X」には、下り坂で減速度を発生させる「Bレンジ」が追加された。回生ブレーキシステムも採用されており、前期型では満充電で200km走行することができる（JC08モード、電池容量は24kWh）。ただしアメリカのEPA基準では117kmであり、実用上でも100km前後であった。また、33.7kWhがガソリン1ガロン相当として計算されるEPAの計測では前期型がシティ燃費45.1km/L、ハイウェイ燃費39.1km/L、総合燃費42.1km/L相当と評価された。軽量化や回生ブレーキシステムの制御変更など行われた中期型では、満充電からの走行可能距離が228km（JC08モード）まで向上している。後期型では駆動用バッテリー容量を既存モデルよりも6kWh増量した30kWhモデルが新設定された。高容量の新材料を使用したことでバッテリーパックサイズを24kWhモデルから据え置いたままリチウムイオンの高充填化とバッテリー内部抵抗の減少を実現したことで、航続距離を280km（JC08モード）に向上した。
バッテリーには、日産とNECの合弁会社であるオートモーティブエナジーサプライによって製造される、セル192個を直並列接続し90kW以上の出力を発生するラミネート型リチウムイオンバッテリーが採用された。充電に関しては、3相200Vの急速充電器の利用により、バッテリー残量警告灯が点灯した状態から電池容量の80%まで30分で充電することができる。単相200Vの普通充電の場合約8時間でバッテリー残量警告灯点灯から100%まで充電可能であり、基本的には200Vでの充電が推奨される。100Vの充電ケーブルは標準装備されず、オプション対応が可能であるが、充電器の仕様により単相100Vの普通充電ではおよそ28時間かかる。

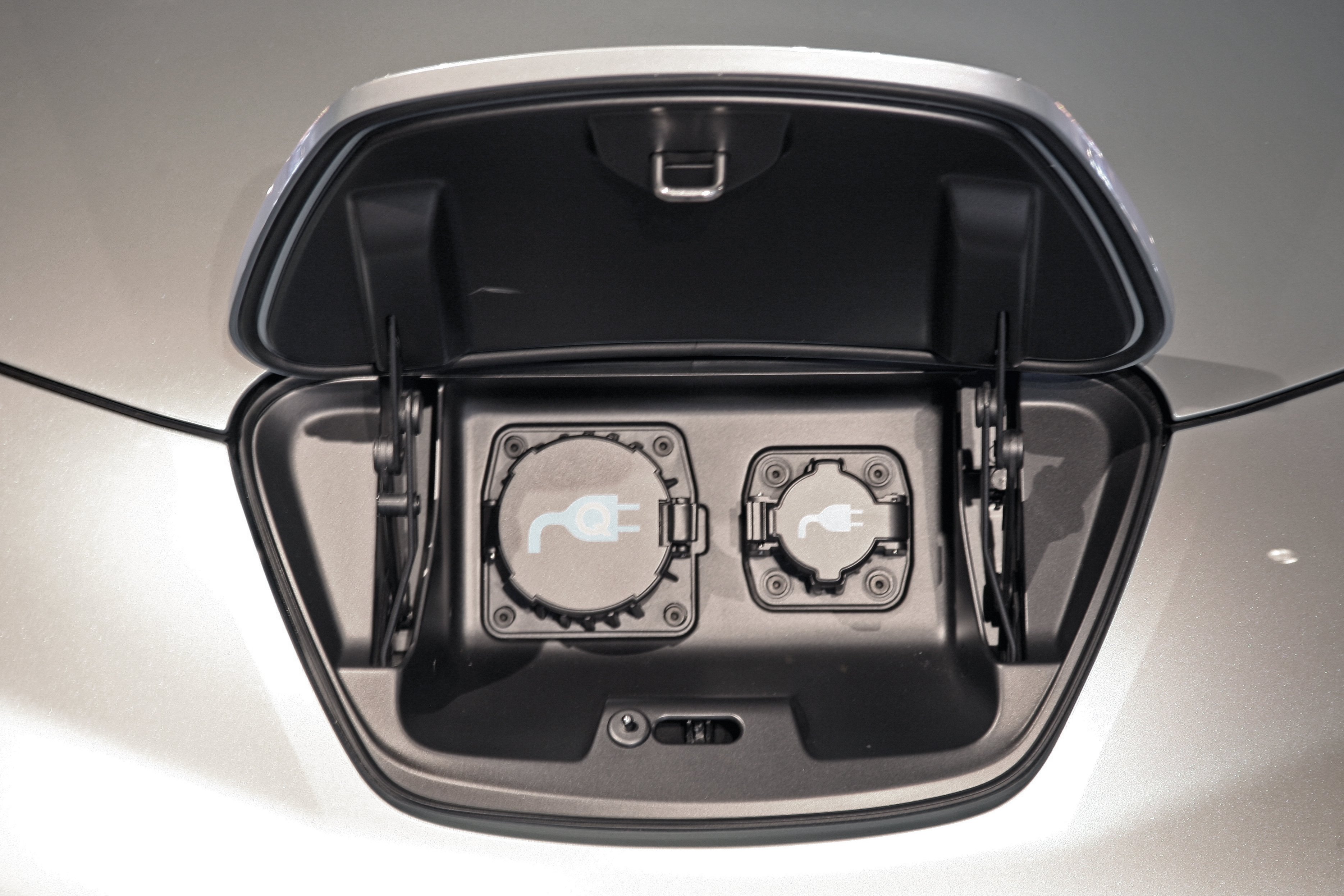
充電口
車両右側（向かって左側）が急速充電器用のソケット、同じく左側（向かって右側）が家庭用200Vコンセント普通充電用のソケット。

採用するプラットフォームは先に発表された実験車、「EV-11」に採用されたものと同一のものを使用する。一部にはBプラットフォームと共通の部品を採用しているものの、基本的には電池の形状に合わせて専用設計されている。リチウムイオンバッテリーを床下に配置することにより、重量配分を適切化して前後重量配分を57:43とし、同時に後席レッグルームとヘッドルームを確保した。バッテリーは気密構造となっており、海水に浸かっても漏電しなかった実績がある。なお、駆動方式は前輪駆動で、モーターは車両前方に搭載される。また、充電口は車両前方に配置されている。2012年11月のマイナーチェンジでは、モーター類の軽量化に加え、バッテリーモジュールとケースの構造の合理化やその他のパーツの軽量化により、およそ80kg軽量化がなされている。
また、一部グレードには車載機器の電力消費による航続距離の減少を防ぐため、リアスポイラー上に太陽電池が搭載される。
なお、日本・欧州仕様のタイヤには205/55R16 91V ブリヂストン「ECOPIA EP150」が、北米仕様車には同じくブリヂストンのオールシーズン仕様P205/55R16 89H「ECOPIA EP422」が装着され、ブレーキには前後共ベンチレーテッドディスクブレーキが採用される。パーキングブレーキは当初センターコンソールのスイッチで操作するという形式であったが、2012年11月のマイナーチェンジで足踏み式に変更された。
また、特別仕様車の「エアロスタイル」は2015年11月のマイナーチェンジで「X」と「G」に、走行性能を制御するVCMの専用チューニングを行い、アクセルを踏んだ時の反応を向上させたファインレスポンスVCMを新たに標準装備している。

## デザイン

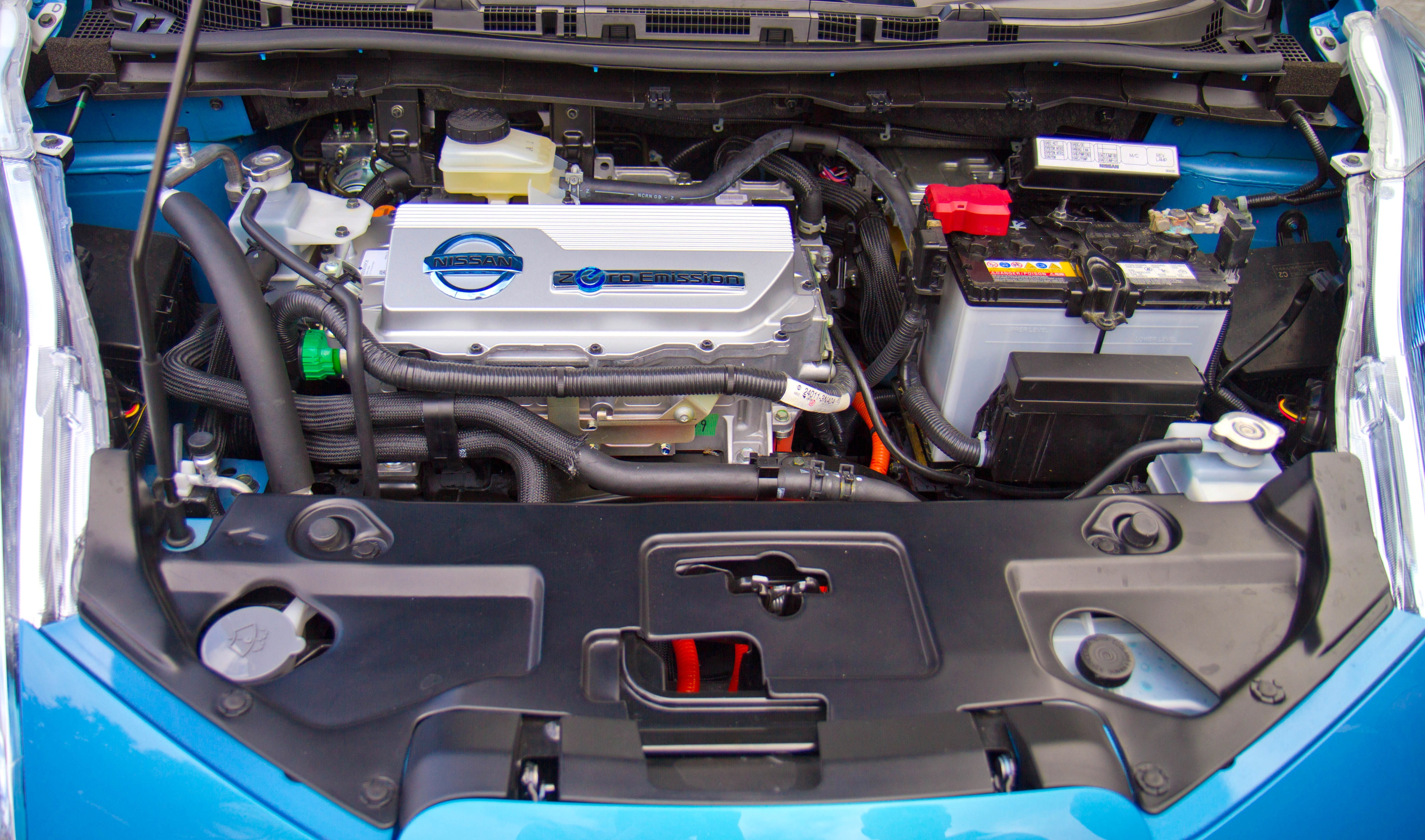
モータールーム
日産のCIが装着されている部分はインバータなどを含むパワーコントロールユニット。ガソリン車のヘッドカバー風にデザインされている。またその向かって右側には電装用の12Vバッテリーが搭載されている。

プロダクト・チーフ・デザイナーは井上真人が務め、第40回東京モーターショーが行われていた2007年秋頃よりリーフのデザインが開始された。
エンジンではなく電気モーターを搭載することにより、フロント部の体積を小さくすることができ、フロント両サイドを大きくカットしてボンネットをV字型としている。また、フロントウインドウ下部のラインもそれに合わせ大きく弧を描くデザインとしている。

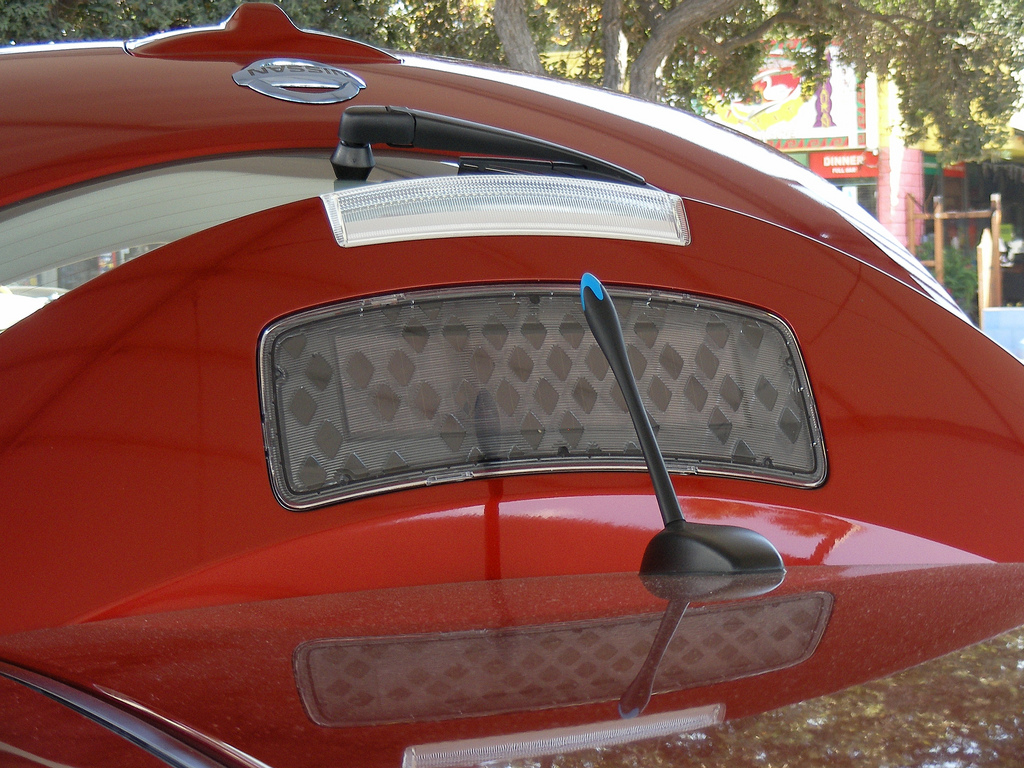
ソーラーパネル付きリアスポイラー、アンテナ
（リアハッチを開いた状態）
アンテナは空力性能に配慮された形状に設計されている。

空気の流れを車両前方の低い位置で左右に分かれさせるよう設計され、ボディ下はフロアカバーなどの装着により平滑になっており、またマフラーが無いことを利用してリアディフューザーを装着したり、大型スポイラーやテールフィン風のテールランプなどを採用するなどして、Cd値を0.28としている。また、エンジン音がないことにより強調されうるドアミラーの風切り音を減らすため、ヘッドランプが盛り上げられている。
一般向け初公開が行われた第41回東京モーターショーでは、北米向けの左ハンドルモデルの発表も行われた。北米仕様車はヘッドライト内のリフレクターの色が白色からアンバーに変更され、リアバンパー下にバックフォグランプが追加装備されたほか、ルームミラー、リアヘッドレストの仕様が変更されている。なお、市販仕様車のドアミラーの形状は東京モーターショーに出展されたプロトタイプモデルとはデザインが異なっている。
当初は、内装色にはエアリーグレー1色のみが設定されたが、2012年11月のマイナーチェンジでは新たにブラックの内装色が追加され、日本仕様「G」、「X」には新たに本革シートもオプション設定された。

## 製造
生産は、2010年10月22日から日産自動車追浜工場で開始され、2012年からは北米日産のスマーナ工場で、2013年初頭からは英国日産サンダーランド工場で製造される。また、同じく2013年頃には「ヴェヌーシア」ブランドとして東風汽車有限公司花都工場での生産が開始される。
搭載されるリチウムイオンバッテリーは座間事業所内のNECとの合弁会社、オートモーティブエナジーサプライ株式会社により製造されるほか、2012年から米国スマーナ工場、英国日産サンダーランド工場、ポルトガル アヴェイロのルノーカシア工業団地、およびフランスのルノーフラン工場でも生産される予定となっている。また、モーターの生産は日産横浜工場で、インバータの生産は座間事業所およびカルソニックカンセイ児玉工場で行われ、モーターの生産は2013年初頭より米国テネシー州のデカード工場での生産も予定される。
追浜工場では、2010年から年間5万台の量産を計画しており、2012年に稼働開始する米国スマーナ工場では年産15万台、2013年稼働開始する英国サンダーランド工場では年産5万台を予定している。

## 充電設備
日産はグループに建設業を抱えていないため、家庭充電設備の工事やアフターサービスに関しては前田建設工業の子会社である株式会社JM（なおしや又兵衛）を推奨工事業者に指定している。申し込みは日産のディーラーからJMに紹介する形式を取る。設備の基本工事には10万円ほどがかかる。
JMでは公共施設やマンションなどに設置する充電ステーションの工事も担当している。

## 販売

### 日本

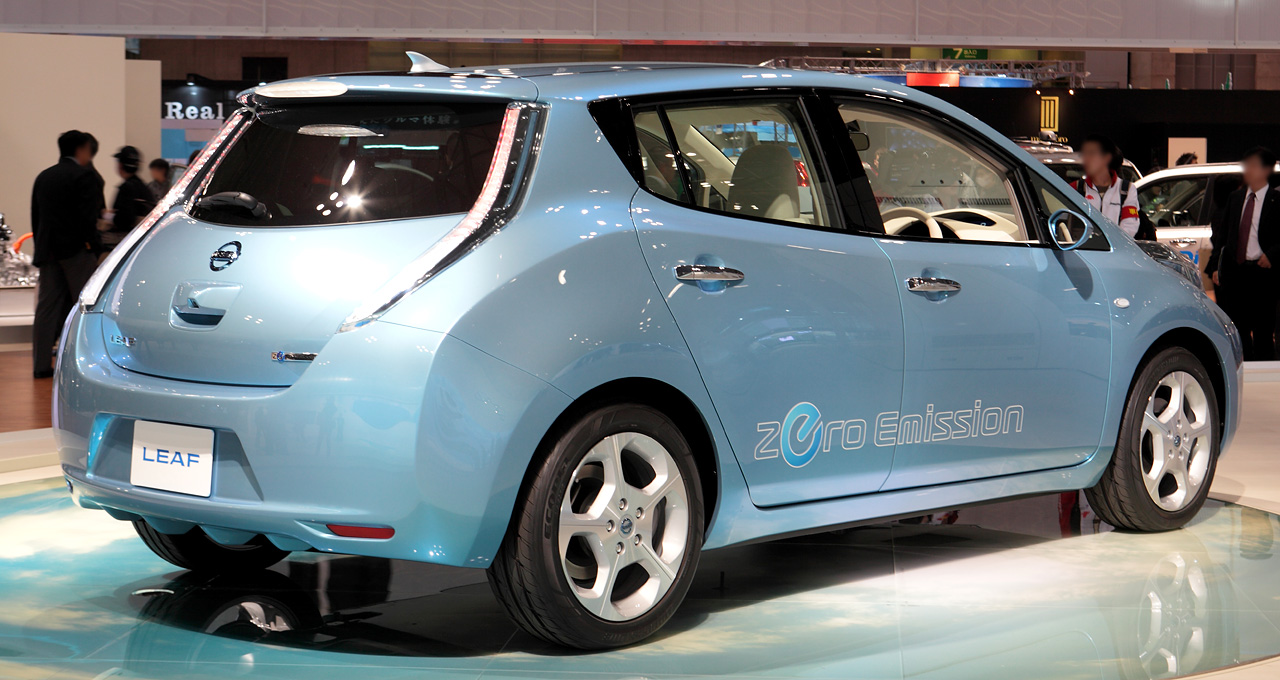
日本仕様車 リア
東京モーターショー出展車

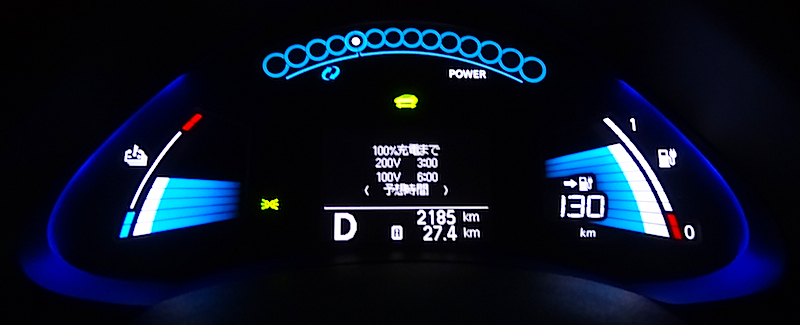
インストルメントパネル（日本仕様車）

販売に先駆け2010年4月1日より予約注文が開始され、同年11月9日に型式指定、同年12月3日に正式発表、12月20日に販売が開始された。日本国内第一号車は2010年12月22日に神奈川県に納車された。
グレードは当初「X」と「G」の2種類が用意された。全車にEV専用のカーウイングスナビゲーションシステム、リアスポイラー、VDC、インテリジェントキーシステム、16インチアルミホイールなどが装備され、上級グレードの「G」にはベースグレードの装備に加えてソーラーセルモジュール（ソーラーパネル）、ASCD（オートスピードコントロール装置）、バックビューモニター、6スピーカー（「X」は4スピーカー）、トノカバー、ETCユニットが装備された。2012年11月のマイナーチェンジではナビゲーションシステムやASCDなどが装備されない廉価グレードの「S」も追加され、それにより最上級グレードの「G」には17インチアルミホイールが標準装備化、一方で「X」は「S」と同様に16インチホイールカバー（ジュークと同一のものを採用）が標準で装着され、16インチアルミホイールはオプションとなった。
また、福祉車両「ライフケアビークル」もラインナップされており、「アンシャンテ 助手席回転シート」と手動運転装置などを装備した「オーテックドライブギア タイプe」、運転席右上頭上に耐荷重100kgの運転席乗降用グリップを装着した「運転席マイティグリップ」の3タイプを用意している。
日本での販売価格は当初税込376万4,250円（「X」）からで、2010年度EV補助金（78万円）を適用した場合は298万4,250円からとなっていた。中期型から追加された廉価グレード「S」の価格は334万9,500円となり、2012年度クリーンエネルギー自動車等導入促進対策費補助金（78万円）を適用した場合、最安値は249万6,000円となっていた。
2013年4月19日に福祉車両「ライフケアビークル」を含む全グレードが値下げされ、廉価グレード「S」は306万2,850円、2012年度と同額のクリーンエネルギー自動車等導入促進対策費補助金が受給できる場合、最安値は220万円となっていた。2014年3月28日の再値下げでは廉価グレード「S」が8%消費税込で287万2,800円、クリーンエネルギー自動車等導入促進対策費補助金が最大額受給できる場合、およそ226万円となり、前回の値下げの時よりも+6万円程度に抑えた。2015年3月27日の再々値下げでは廉価グレード「S」が8%消費税込で273万8,800円となった。メーカーオプションの運転席・助手席SRSサイドエアバッグシステムレス+SRSカーテンエアバッグシステムレス（7.56万円安）を適応し、クリーンエネルギー自動車等導入促進対策費補助金が最大額受給できる場合、およそ239万円となる。
同年11月10日のマイナーチェンジでは、エマージェンシーブレーキとLDW（車両逸脱警報）を標準装備したことに伴って数万円値上げとなり、「S」の24kWhモデルの場合、8%消費税込280万3,680円となった。メーカーオプションの運転席・助手席SRSサイドエアバッグシステムレス+SRSカーテンエアバッグシステムレスを適応し、クリーンエネルギー自動車等導入促進対策費補助金が最大額分受給できる場合、およそ245.8万円となる。
なお、電気自動車は値引き販売すると補助金が減額されてしまうため、希望小売価格は事実上の定価である。併せて、環境対応車普及促進税制における購入時の自動車取得税並びに自動車重量税全額免税対象車でもある。

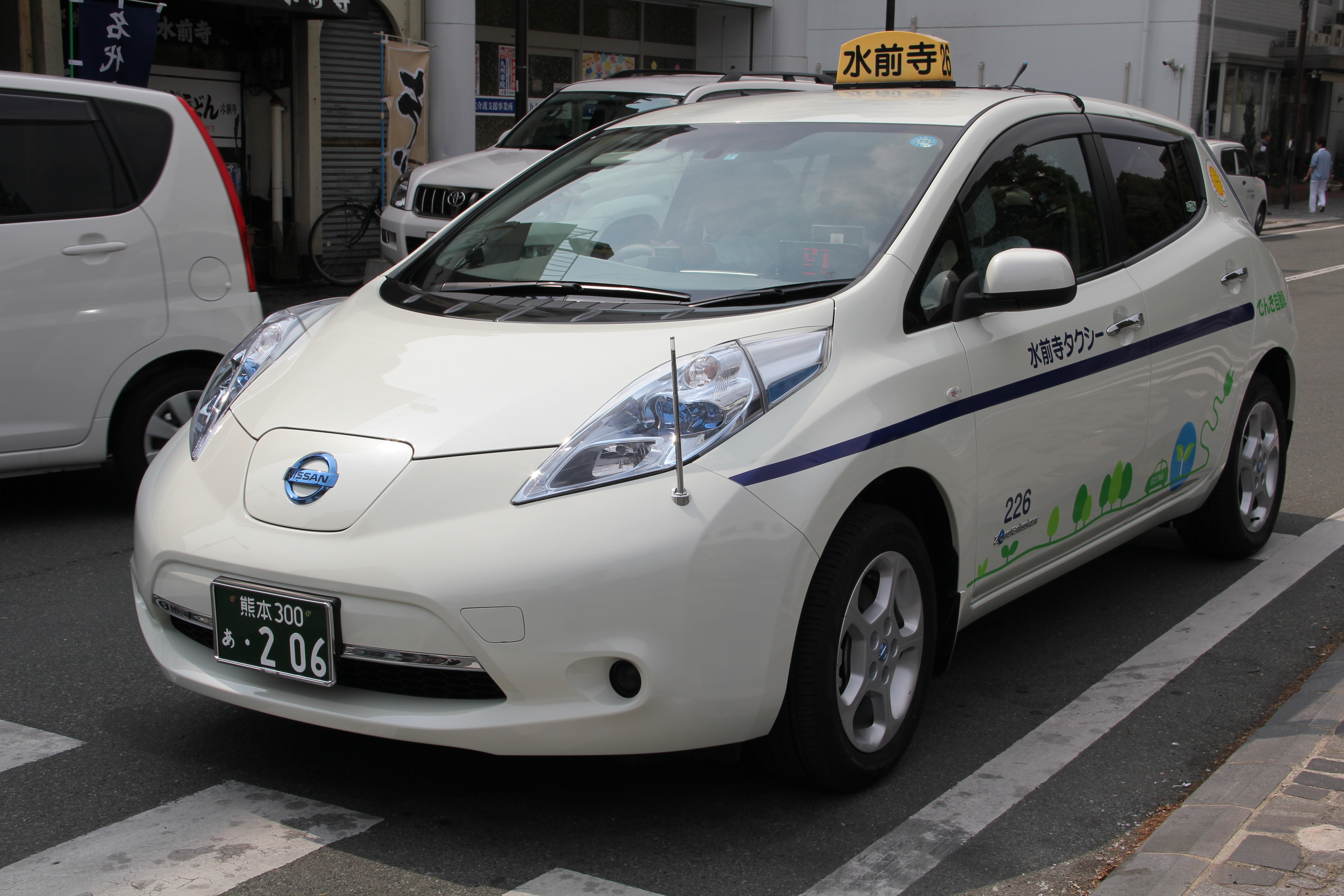
熊本県熊本市の水前寺タクシー

2011年からはリーフのタクシーが登場している。同年2月7日には神奈川県のタクシー会社で運用を開始した。神奈川県と神奈川県タクシー協会が進めるEVタクシープロジェクトにより、2010年度内に神奈川県内の22社が計35台を導入。また大阪府でもEVタクシープロジェクトを進めており、32社に50台が納入され同年2月15日より運行開始している。以降、多数のタクシー業者によりリーフの投入が行われているほか、公用車などへの採用も行われている。
2012年5月には、ニチコンが開発した「EVパワーステーション」を活用した電力供給システム「LEAF to Home」を市場導入することを発表。このシステムは世界初となる電気自動車の大容量バッテリーに貯めた電気を一般家庭の分電盤に接続して活用するもので、「EVパワーステーション」を一般家庭の分電盤に直接接続し、コネクターをリーフの急速充電ポートに接続することで駆動用のリチウムイオンバッテリーに蓄えた電気を住宅へ供給することが可能となる。これにより、夜間電力や太陽光発電を使用してリーフに充電し、電力需要が高まる昼間の時間帯に使用することで、家庭への安定した電力供給や電力供給のピークシフトに貢献できるほか、満充電時、一般家庭の約2日分の日常使用電力を賄うことができるので、停電時や非常時のバックアップ電源として活用することができる。また、電力の供給だけでなく、リーフの駆動用バッテリーへ最短4時間で満充電できる充電機能も搭載されている。
2013年5月31日からは、バッテリー容量保証を開始。既に適用開始日前に購入したユーザーも対象となる。これは、5年または10万kmの範囲内でバッテリー容量計が9セグメント（初期は12セグメント）を割り込んだ場合、日産が無償でバッテリーを修理または交換するというもの。なお、2015年11月のマイナーチェンジで追加された駆動用バッテリー30kWhモデルは耐久性の改善によりバッテリー容量保証の期間・走行距離を拡大し、8年または16万kmに設定した。ただ実際には、それでもなおバッテリー性能の劣化を主な理由とした中古車価格の大幅な下落が起きており、国沢光宏など一部の自動車評論家から批判を浴びている。

#### 特別仕様車
エアロスタイル

2014年1月に発売。専用LEDデイタイムランニングライト（車幅灯連動）を組み込んだ専用フロントエアロフォルムバンパー、プロテクター（サイドシル、リアアンダー）を装備したモデル。17インチアルミホイールも専用デザインとなり、ブルーのアクセントが入る。
X 80th Special Color Limited
2014年5月に発売。「X」をベースに、ホイールカバーと電動格納式リモコンドアミラーにブロンズカラーを採用し、LEDヘッドランプ（ロービーム・オートレベライザー付）、オートライトシステム（フロントワイパー連動、薄暮れ感知「おもいやりライト」機能付）、カラーバックビューモニター（車幅/距離/予想進路線表示機能付）を装備している。ボディカラーとしてGT-RやフェアレディZの歴代モデルで採用されたヘリテージカラーをもとにした特別設定色4色が設定される。
thanks edition
2016年10月に発売された世界累計販売20万台記念特別仕様車。「X」、「Xエアロスタイル」、「G」、「Gエアロスタイル」の30kWh駆動用バッテリー搭載モデルをベースに、「X」系はLEDヘッドランプ（ロービーム、オートレベライザー付き）とオートライトシステム（フロントワイパー連動、薄暮れ感知「おもいやりライト」機能付き）を特別装備し、「X」はさらに「Xエアロスタイル」に標準装備されている17インチアルミホイールも特別装備した。「G」系は本革シート（「Gエアロスタイル」は通常メーカーオプション設定のモダンホワイトレザーシート）、ヒーター付ドアミラー、アラウンドビューモニター（トップビュー/サイドブラインド/フロントビュー/バックビュー、BOSE Energy Efficient Series 7スピーカーを特別装備した。

### アメリカ
アメリカではインターネット上で2010年4月20日より事前優先予約の受付が開始され、一般向けの実際の受注予約は同年5月15日に開始された。2010年12月11日よりカリフォルニア州、オレゴン州、ワシントン州、アリゾナ州、テネシー州でデリバリーが開始され、2011年1月にはテキサス州およびハワイ州に投入、2011年7月25日にはノースカロライナ州、フロリダ州、ワシントンD.C.、バージニア州、メリーランド州、ジョージア州、アラバマ州、イリノイ州、ミシシッピ州、サウスカロライナ州で予約が開始された。2011年9月29日には、コロラド州、コネチカット州、マサチューセッツ州、ニューハンプシャー州、ニュージャージー州およびニューヨーク州において予約が開始され、同年12月までにそれらの州でのデリバリーが開始、12月6日にはデラウェア州、インディアナ州、ルイジアナ州、ネバダ州、オハイオ州、ペンシルベニア州およびロードアイランド州での予約が開始され、翌2012年春にデリバリーが開始される。2012年3月1日には、残りの21州での予約が開始され、同年夏までにそれらの州へのデリバリーが開始される。
日本での販売価格発表と同日の2010年3月30日には米国でも販売価格が発表され、販売価格が32,780ドルとなり、政府補助により最高で25,280ドルまで減額されることが発表された。なお、北米における価格が日本市場の価格設定に比べて大幅に低くなっているのは北米での販売台数を多く稼ぐためである。
グレードは「SV」と「SL」の2種が用意される。上級グレードの「SL」にはベースグレードの「SV」の装備内容に加えてソーラーパネル付きリアスポイラー、フォグランプ、バックビューモニター、オートライトなどが標準装備される。
また、米国における販売開始に先駆けて2010年9月に同国におけるリーフのイメージキャラクターを務めるランス・アームストロングに米国第1号車が納車された。

### 欧州
| 国名         | 価格            |
| ------------ | --------------- |
| イギリス     | 23,350UKポンド* |
| オランダ     | 32,839ユーロ    |
| アイルランド | 29,995ユーロ*   |
| ポルトガル   | 29,955ユーロ*   |
| スイス       | 49,950CHF       |
| スペイン     | 29,950ユーロ*   |
| フランス     | 30,990ユーロ*   |
| ベルギー     | 36,990ユーロ    |
| ノルウェー   | 255,000NOK      |
| デンマーク   | 290,690DKK      |
| スウェーデン | 329,990SEK*     |

イギリス、オランダ、アイルランド、ポルトガルでの販売価格は2010年5月17日に発表された。ポルトガルおよびアイルランドでは2010年7月30日に予約注文の受付が開始され、同年9月1日にはイギリスでの予約注文受付が開始された。納車開始時期はオランダが2010年12月、ポルトガルが2011年1月、アイルランドが2011年2月、イギリスが2011年3月22日となった。また、2010年12月1日からはスイスでの予約注文が開始され、2011年下旬に発売が予定される。欧州における販売開始に先立ち、2010年12月22日にはポルトガルのEV関連企業、MOBI.Eに欧州としては初の納車が行われた。
2011年5月12日にはスペインにおいて予約注文が開始され、納車開始時期は同年9月となった。2011年8月2日にはフランスで初の納車が行われた。2011年春頃にはベルギーでの予約が、9月にはノルウェーでの予約が開始され、いずれも同年秋に発売された。2011年11月中旬にはデンマークでの販売が開始された。同年末にはスウェーデンでの販売が開始され、納車は2012年初頭より開始される。
2013年5月9日、英国日産は、イギリスのウェスト・ミッドランズ警察が、30台のリーフをパトロールカーとして導入したと発表した。

### その他
2011年7月28日、カナダ市場で納車が開始された。同国内においては2012年中に600台の販売が予定されている。
2011年11月には、中国湖北省武漢市に15台のリーフが納車された。
2012年6月には、オーストラリアで発売開始。同年の登録台数は77台。翌2013年は4月までに39台を販売。
2012年10月には、ニュージーランドで発売開始。
2014年3月には韓国日産を通じて韓国での販売も開始。ただし、本島での採用は見送られ、済州道（済州島）のみとなる。

## レース仕様
2011年に、NISMOにより開発された「リーフ NISMO RC」が発表されている。「RC」は「レーシングコンペティション（Racing Competition）」の略。
初公開は同年4月に行われたニューヨーク・インターナショナル・オートショー。この際は単なる展示にとどまったが、同年6月6日には袖ヶ浦フォレストレースウェイにて行われたテスト走行がメディアに公開された。また同年のル・マン24時間レースに先立ち、同レースの行われるサルト・サーキットでデモ走行を行った。
ただ同マシンは、パワートレインこそリーフと共通のものを使用しているものの、それ以外は駆動方式が後輪駆動（ミッドシップレイアウト）となり、車体は新たに制作されたカーボンコンポジットモノコックで、車両重量も925kgと市販モデルと比べて約600kg弱軽いなど、見た目にはリーフとは全く別物の車となっている。
2011年6月現在はあくまで試作車ということでディファレンシャルギアやクラッチが装備されておらず、そのため「コーナーで滑りやすい」「最高速が約150km/hと伸びない」といった問題を抱えており、今後松田次生をテストドライバーとして順次改善を進めていく方針としている。松田曰く「クラッチがついて変速ができれば、250km/hぐらいまでは出せるのでは」とのこと。NISMOでは、将来的には同マシンを用いたワンメイクレース、また電気自動車のメリットを生かした「屋内サーキットでのレース」の開催も視野に入れている。
2012年6月、英国日産は「リーフ NISMO RC」をグッドウッド・フェスティバル・オブ・スピードのヒルクライムに出場させると発表。同年9月にはスポーツランドSUGOで開かれた全日本電気自動車グランプリシリーズ（EV-GP）に参戦し、本格的なレース参戦が実現した。

## 受賞
- 2010年
  - グリーンカージャーナル「グリーンカービジョンアワード」
  - オートエキスプレス ニュー・カー・アワード「特別賞」
  - ポピュラーメカニクス「ブレークスルー賞」
  - 日経優秀製品・サービス賞「最優秀賞」
  - グッドデザイン賞「金賞」
- 2011年
  - ヨーロッパ・カー・オブ・ザ・イヤー
  - 世界・カー・オブ・ザ・イヤー
  - 米国道路安全保険協会 (IIHS) 「トップセーフティピック」
  - 2012年次 RJCカー・オブ・ザ・イヤー
  - 2011年-2012年 日本カー・オブ・ザ・イヤー（第31回）
  - グリーンフリート・アワード「エレクトリック・ビークル・オブ・ザ・イヤー」
  - ケリーブルーブック「トップ10グリーンカー 1位」
- 2013年
  - 省エネルギーセンター「省エネ大賞・経済産業大臣賞」[83]